# Wadvogels

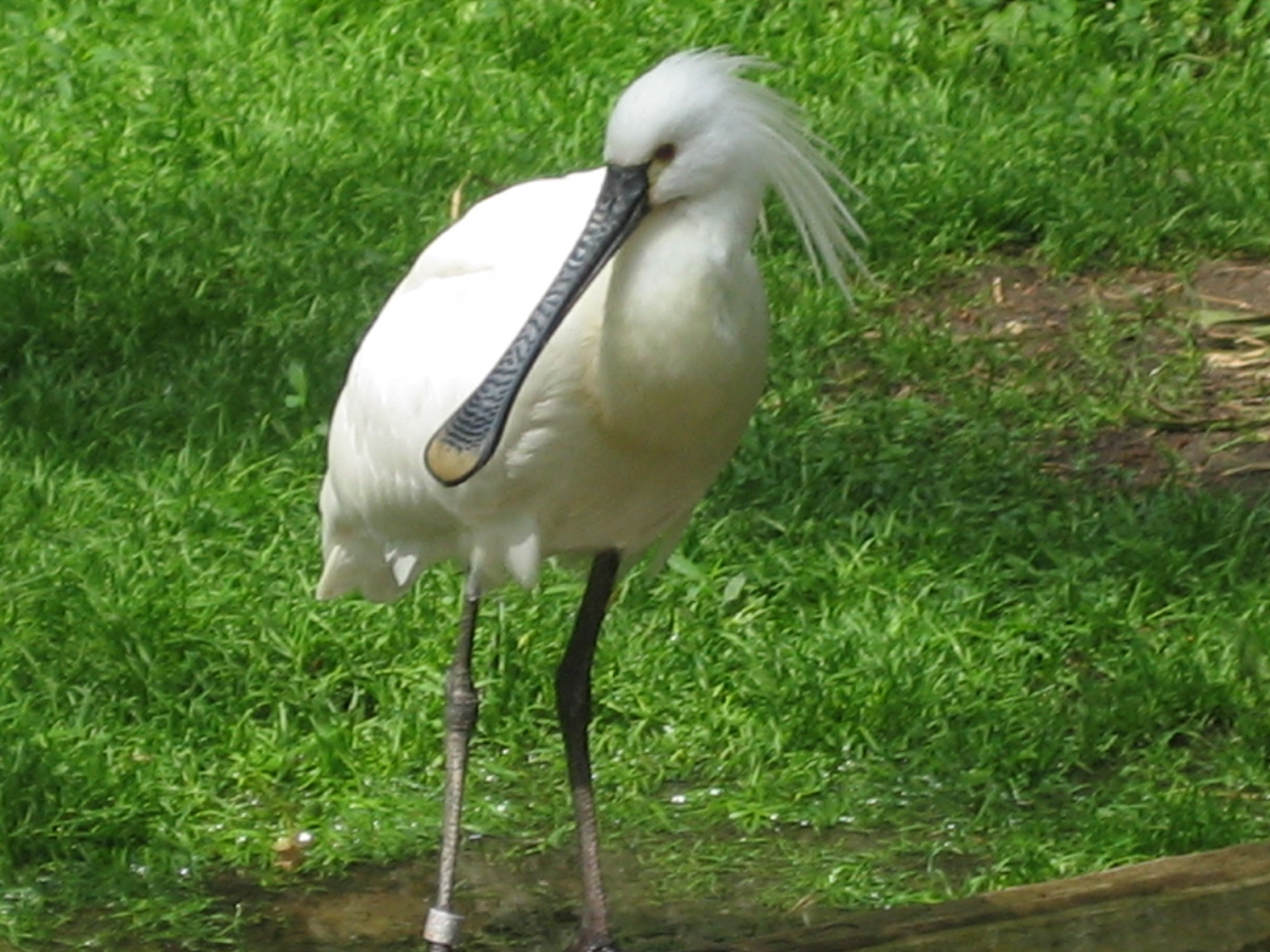
Gewone lepelaar (Platalea leucorodia).

Wadvogels of waddenvogels is een informele  term voor de groep van vogels die veel voorkomen in een waddengebied, op de grens van land en zee (slikken, schorren, muien). Wadvogels vormen geen groep van verwante vogels, maar het zijn soorten uit verschillende families die gemeen hebben dat ze veel tijd in waddengebieden voorkomen en hiervan voor voedsel, rust of voortplanting afhankelijk zijn.

## Nadere beschrijving
In de Lage Landen is de Waddenzee het bekendste waddengebied.  Naar schatting trekt de Waddenzee zo'n 10 tot 12 miljoen wadvogels per jaar. Dit getijdegebied is belangrijk voor miljoenen broedvogels en wintergasten. Bovendien maakt een groot aantal vogels er een noodzakelijke tussenstop om zich voor te bereiden op de lange trekvluchten naar de overwinteringsgebieden in West-Afrika of de Arctische broedgebieden tussen Noord-Canada en Siberië.
Wadvogels zijn onder te verdelen in enkele grote groepen, eenden, ganzen, meeuwen, steltlopers en sterns. Bekende vertegenwoordigers hiervan zijn bijvoorbeeld de eidereend, de rotgans,  de zilvermeeuw, de scholekster en het visdiefje. Daarnaast vinden we in dit waddengebied ook andere vogels zoals de lepelaar en de aalscholver. Verschillende biotopen zoals kwelders, wadplaten, mosselbanken en zeegrasvelden spelen een belangrijke rol voor de vogels. Ze vormen een voedselbron, rustgebied of broedgebied voor veel vogelsoorten.

## Bedreiging en bescherming
Wadvogels zijn in het verleden door verschillende ontwikkelingen bedreigd. Bestrijdingsmiddelen die in de voedselketen waren gekomen hebben in het bijzonder het aantal sterns in het Nederlandse waddengebied doen teruglopen, terwijl onder andere landbouw-, visserij- en recreatie-activiteiten voor andere wadvogels nadelige gevolgen hadden. Daar veel wadvogels trekvogels zijn, kunnen ontwikkelingen in andere continenten zoals intensivering van jacht, visserij of grondgebruik grote gevolgen hebben voor Nederlandse wadvogels.
Daarom zijn naast nationale ook internationale beschermingsmaatregelen genomen. Het Nederlandse deel van het Waddengebied is op 26 februari 2009 door de minister van LNV aangewezen als Natura 2000-gebied en maakt daarmee onderdeel uit van een Europees stelsel van natuurgebieden. Verder vallen de meeste vogelsoorten die op het wad verblijven onder de Afrikaans-Euraziatische overeenkomst over watervogels, een internationaal verdrag dat de bescherming regelt van trekvogels die afhankelijk zijn van draslanden (wetlands).